# Gilbert Durand
- Este artigo foi inicialmente traduzido, total ou parcialmente, do artigo da Wikipédia em francês cujo título é «Gilbert Durand», especificamente desta versão.

Gilbert Durand (1 de maio de 1921 – 7 de dezembro de 2012) foi um antropólogo, filósofo, pesquisador e professor universitário francês conhecido por seus trabalhos sobre imaginário e mitologia.
Professor de Filosofia de 1947 a 1956, professor titular e professor emérito de Sociologia e de Antropologia da Universidade de Grenoble II, foi cofundador, juntamente com Léon Cellier e Paul Deschamps, em 1966 do CRI (Centre de recherche sur l'imaginaire). Também foi membro do Círculo de Eranos, participando das reuniões desde 1960 a partir de um convite de seu amigo Henry Corbin. Participou da Resistência Francesa durante a 2ª Guerra Mundial.
Discípulo de Gaston Bachelard e de Carl Gustav Jung, mestre de Michel Maffesoli e Jean-Jacques Wunenbuger, Durand é reconhecido mundialmente pela criação da Teoria Geral do Imaginário a partir de sua tese de doutorado, As estruturas antropológicas do imaginário, publicada em livro pela primeira vez em 1960 e hoje em sua 12ª edição. Recebeu o Título de Doutor Honoris Causa pela Universidade Nova de Lisboa no ano acadêmico de 1988/1989.

## Principais ideias
Em As estruturas antropológicas do imaginário, Durand propõe pensar o imaginário como um sistema, não como um conjunto de imagens ligadas pelas convenções culturais ou simplesmente pelas semelhanças icônicas. Resultado de seu doutoramento, aqui ele apresenta  conceito de "trajeto antropológico"  também  conhecido  como  "trajeto  do  sentido". Este trajeto se daria entre dois pólos relativamente estáveis: as intimações  biopsíquicas, dadas pela natureza humana mesma, e as coerções apresentadas pelos contextos históricos, sociais, culturais. O modo de as imagens simbólicas se organizarem dá origem a diferentes regimes ou estruturas do imaginário - criando aí o que ele chama também nessa obra de "estruturalismo figurativo". Vê-se, aí,  que  é  a  imagem  que  produz  a  estrutura,  e  não  o  contrário. Segundo ele, o imaginário se dará a ver principalmente através de três esquemas míticos organizadores do simbólico: o esquizomórfico, o místico e o sintético. O primeiro se relaciona a todo o simbolismo ascensional das imagens aéreas, está relacionado ao reflexo dominante postural dos seres humanos (colocar-se de pé) e aos esquemas do pensamento da distinção e identidade. O mito do herói faz parte desse primeiro esquema e, por isso, recorrentemente o regime esquizomórfico é tomado como sinônimo do regime heroico. Já no regime místico, o simbólico se relaciona à ação de confundir, misturar-se, o que diz respeito ao reflexo digestivo do organismo humano, que através do simbolismo da descida, leva à escuridão quente das tripas. Por último, o regime sintético evoca os simbolismos rítmicos, prevendo uma dialética entre antagonistas e a coincidência dos opostos, em que nenhum dos conteúdos precisaria eliminar o outro (como na lógica da distinção) ou misturar-se com o outro (como na lógica mística).
Quatro anos depois, em 1964, publica A imaginação simbólica, livro no qual apresenta uma espécie de glossário da Teoria Geral do Imaginário, onde faz distinções entre os estudos do simbólicos e outras vertentes interessadas pelas imagens (como a semiótica, o estruturalismo e a psicanálise) que por vezes se utilizam dos mesmos termos, tais como mito, símbolo e signo.
Em Figures mythiques et visages de l’œuvre (Figuras míticas e rostos da obra), publicado em 1979, apresenta a metodologia da Teoria Geral do Imaginário, que chama de mitodologia. O procedimento seria partido em dois momentos, o primeiro da mitocrítica e o segundo da mitanálise. 

## Obras principais
- A imaginação simbólica. São Paulo: Cultrix, 1988.
- As estruturas antropológicas do imaginário. Lisboa: Presença, [1960] 1989.
- De la mitocrítica al mitoanálisis. Figuras míticas y aspectos de la obra. Barcelona: Anthropos, 1993.

- A fé do sapateiro. Brasília: Ed. Universidade de Brasília, 1995.
- Campos do imaginário. Lisboa: Instituto Piaget, 1998.
- O imaginário: ensaio acerca das ciências e da filosofia da imagem. Rio de Janeiro: DIFEL, 1998.